# Каледоніан-роуд-енд-Барнсбері (станція)
51°32′36″ пн. ш. 0°06′52″ зх. д. / 51.5432° пн. ш. 0.1145° зх. д.
Каледоніан-роуд-енд-Барнсбері (англ. Caledonian Road & Barnsbury) — станція Північно-Лондонської лінії London Overground. Станція розташована у 2-й тарифній зоні, між станціями Кемден-роуд та Гайбері-енд-Іслінгтон, у районі Барнсбері, боро Ізлінгтон, Лондон. Пасажирообіг на 2019 рік — 1.734 млн осіб.
Конструкція станції: наземна відкрита з двома прямими береговими платформами. 

## Історія
- 10. червня 1852: відкриття станції як Каледоніан-роуд
- 21. листопада 1870: передислокація станції на сьогоденне місце та перейменування на Барнсбері[3]
- 1893:	перейменування на Каледоніан-роуд-енд-Барнсбері[4]

## Пересадки
- на автобуси оператора London Buses маршрутів: 17, 91, 153, 259, 274 та нічний маршрут N91

## Послуги
| Попередня станція | Лінія | Лінія                                       | Лінія | Наступна станція      |
| ----------------- | ----- | ------------------------------------------- | ----- | --------------------- |
| Кемден-роуд       |       | London Overground Північно-Лондонська лінія |       | Гайбері-енд-Іслінгтон |